# Bobda

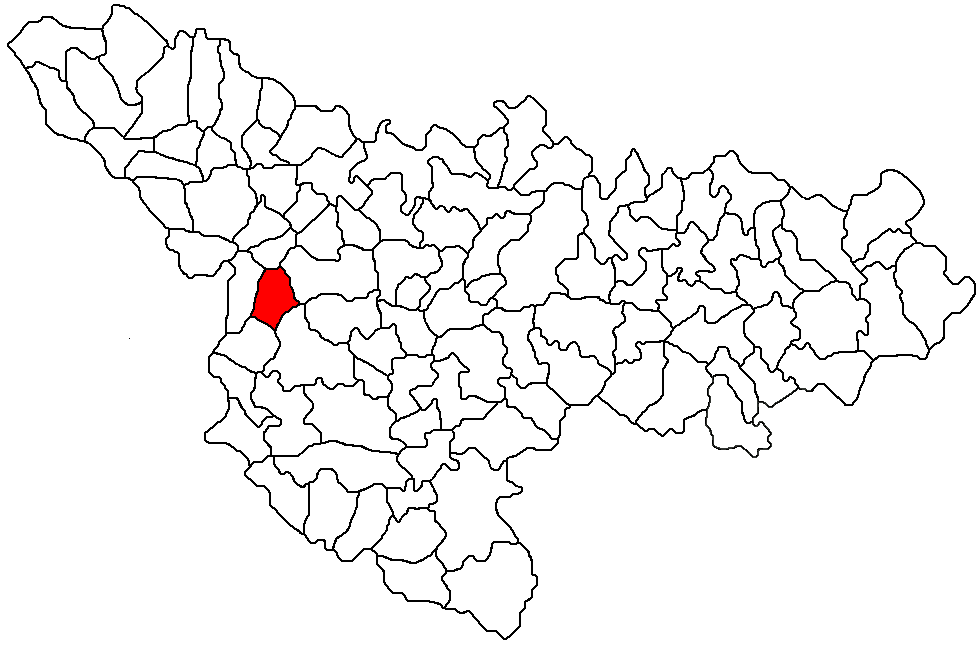
Lage der Gemeinde Cenei im Kreis Timiș

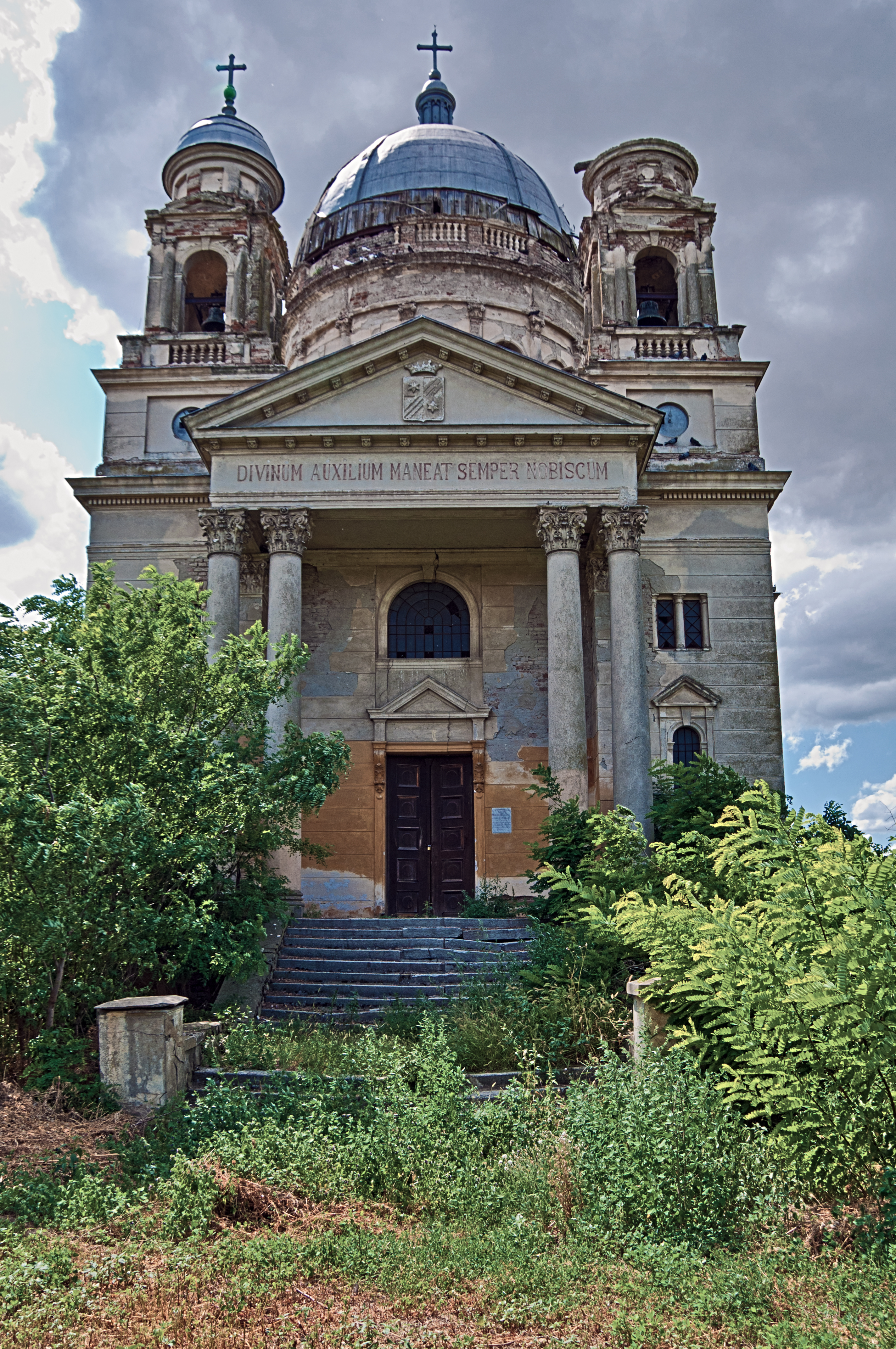
Mausoleum Csávossy
Römisch-katholische Kirche

Bobda (deutsch Bobda, ungarisch Papd) ist ein Dorf im Kreis Timiș, Banat, Rumänien. Bobda gehört zur Gemeinde Cenei.

## Geografische Lage
Bobda liegt 25 Kilometer westlich von Timișoara, an dem Begaarm Bega-Veche und an der Nationalstraße DN59 Jimbolia–Timișoara.

## Nachbarorte
| Cărpiniș | Iecea Mică                                  | Beregsău Mic     |
| Checea   | Kompassrose, die auf Nachbargemeinden zeigt | Săcălaz          |
| Cenei    | Răuți                                       | Sânmihaiu German |

## Geschichte
Die Ortschaft Pabd wurde 1221 erstmals urkundlich erwähnt. 1489 gehörte das Gut Imre Doczy und der Familie Petö. Bis zum Ende des 15. Jahrhunderts wechseln die Besitzer mehrmals: Endrödi Bekesfi, Botha Andras und Tarczai Janos. Im 18. und 19. Jahrhundert befindet sich das Gut im Besitz der Familie Gyertyánffy.
Nach dem Frieden von Passarowitz (1718), als das Banat eine Habsburger Krondomäne wurde, war Bobda Teil des Temescher Banats.
Der letzte Grundbesitzer von Bobda war Csávossy Gyula. 1897 ließ der Baron Csávossy in Bobda ein Kastell mit 42 Zimmern, einer Parkanlage, einem Pferdegestüt sowie ein Mausoleum nach dem Vorbild der Basilika aus Esztergom errichten. In der Krypta des Mausoleums sind die Mitglieder der Familie Csávossy bestattet. Später wurde das Mausoleum in eine römisch-katholische Kirche umgewandelt.
Am 4. Juni 1920 wurde das Banat infolge des Vertrags von Trianon dreigeteilt. Der größte, östliche Teil, zu dem auch Bobda gehört, fiel an das Königreich Rumänien. Infolge der Bodenreform von 1921 wurde Csávossy enteignet und der Grundbesitz an die Dorfbewohner aufgeteilt.
Infolge des Waffen-SS Abkommens vom 12. Mai 1943 zwischen der Antonescu-Regierung und Hitler-Deutschland wurden alle deutschstämmigen wehrpflichtigen Männer in die deutsche Armee eingezogen.
Dafür mussten die Deutschen aus Rumänien nach dem Seitenwechsel Rumäniens am 23. August 1944 büßen.
Noch vor Kriegsende, im Januar 1945, fand die Deportation aller volksdeutschen Frauen zwischen 18 und 30 Jahren und Männer im Alter von 16 bis 45 Jahren zur Aufbauarbeit in die Sowjetunion statt.
Das Bodenreformgesetz vom 23. März 1945, das die entschädigungslose Enteignung der deutschen Bauern, als ehemalige Angehörige der Deutschen Volksgruppe in Rumänien, vorsah, entzog der ländlichen Bevölkerung die Lebensgrundlage. Gleichzeitig wurden auch die Häuser der Deutschen entschädigungslos enteignet. Boden und Bauernhäuser wurden an Kleinbauern, Landarbeiter und Kolonisten aus anderen Landesteilen verteilt.
Durch das Nationalisierungsgesetz vom 11. Juni 1948, das die Verstaatlichung aller Industrie- und Handelsbetriebe, Banken und Versicherungen vorsah, fand die Enteignung aller Wirtschaftsbetriebe statt. Anfang der 1950er Jahre wurde die Kollektivierung der Landwirtschaft vollzogen.
Da die Bevölkerung entlang der rumänisch-jugoslawischen Grenze von der rumänischen Staatsführung nach dem Zerwürfnis Stalins mit Tito und dessen Ausschluss aus dem Kominform-Bündnis als Sicherheitsrisiko eingestuft wurde, erfolgte am 18. Juni 1951 die Deportation in die Bărăgan-Steppe unabhängig von der ethnischen Zugehörigkeit. Die rumänische Führung bezweckte zugleich den einsetzenden Widerstand gegen die bevorstehende Kollektivierung der Landwirtschaft zu brechen. Als die Bărăganverschleppten 1956 heimkehrten, erhielten sie die 1945 enteigneten Häuser und Höfe zurückerstattet. Der Feldbesitz wurde jedoch kollektiviert.

## Demografie
| 1880 | 1275 | 759 | 109 | 403 | 4  |
| 1910 | 1182 | 787 | 106 | 248 | 41 |
| 1930 | 1139 | 876 | 52  | 184 | 27 |
| 1977 | 951  | 864 | 21  | 52  | 14 |
| 2002 | 855  | 824 | 11  | 9   | 11 |